# Blistastenen
Blistastenen Sö 262 är en runsten som står vid södra infarten till Årsta slott i Österhaninge socken och Haninge kommun på Södertörn.

## Stenen

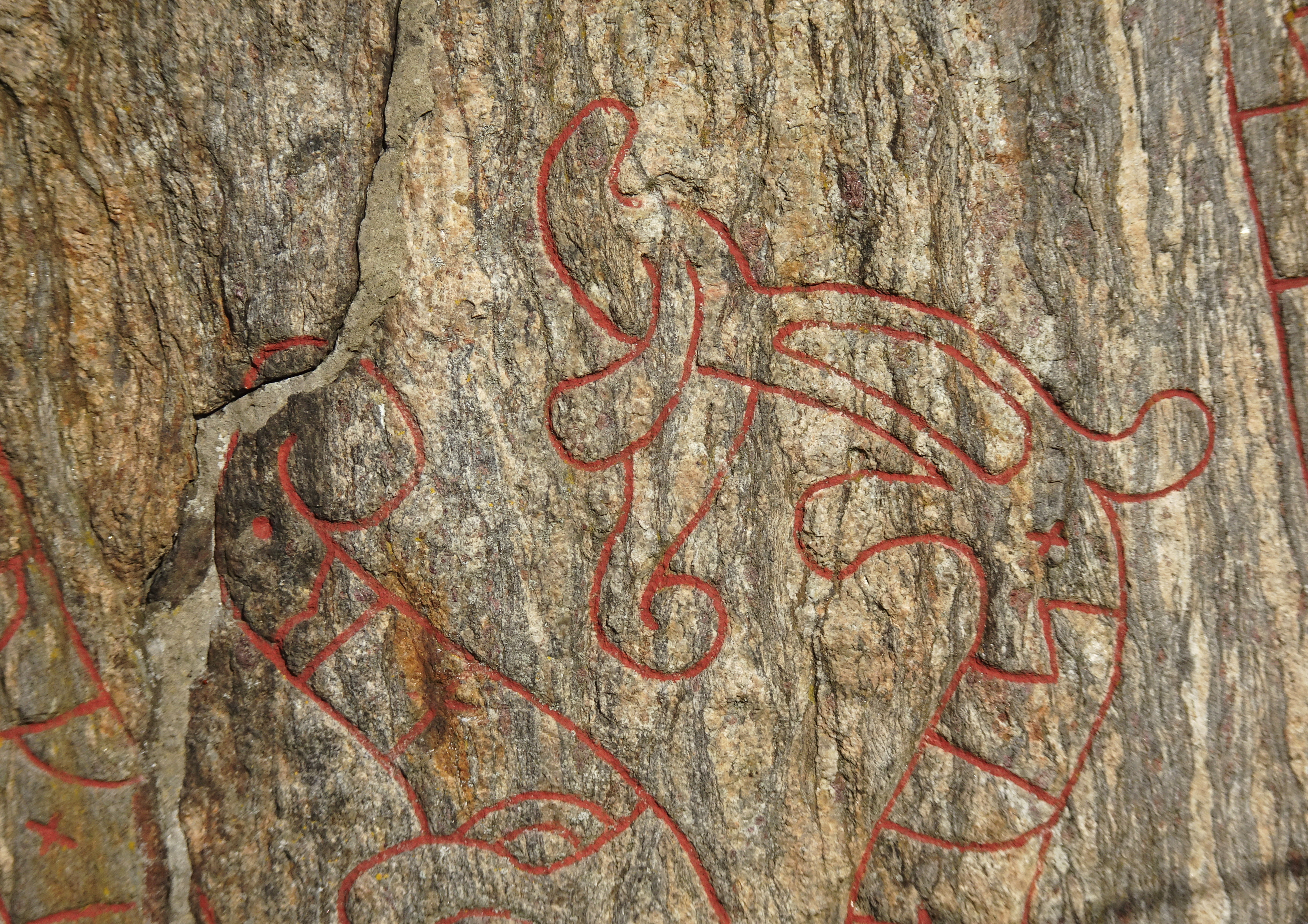
Detalj.

Stenen är uppkallad efter den nu försvunna Blista by, belägen omkring en halv kilometer nordväst om nuvarande bebyggelse i Blista, där den ursprungligen stått vid gränsen mot grannbyn Alvsta. Den avbildades där på 1600-talet och redan då saknades det övre högra hörnet. Därefter spräcktes resten av stenen och dess brottstycken blev övertäckta av torv och åkerlera. Bitarna hittades sedermera och flyttades 1863-64 till Årsta slott. 
Fragmenten sammanfogades och runstenen restes på nytt ett par år senare. Stenen som är ovanligt stor är 263 centimeter hög och 146 centimeter bred. Dess fotstycke lär stå över en meter under markytan. Ornamentiken består av en runorm vars hals och svans är låsta med ett iriskt koppel och innesluter ett kors. Stilgruppen är Urnesstil.
Stenen sammanfogades 1884 eller 1885 "med jern och cement". Gustaf Upmark, som avritade stenen år 1865, sedan 1880 intendent vid Nationalmuseum i Stockholm, var med då stenen restes.

## Inskriften
Translitterering av runraden:
× suain × lit × risa × stin ... ... faþur × sin × kuþan × auk × iftiR × kuþfar ·
Normalisering till runsvenska:
Svæinn let ræisa stæin ... ... faður sinn goðan ok æftiR Guðvar/Guðmar/Guðvar.
Översättning till nusvenska:
Sven lät resa stenen... sin gode fader och efter Gudvar.
Gudvar är troligen ett kvinnonamn. Sven har således rest stenen efter sina föräldrar.

## Källa
- Runinskrifter i Haninge, Harry Runqvist, 1975, Haninge Hembygdsgille
- Haninges största runsten, Roger Wikell, 2018. Glimtar från Haningebygden 2018:1. Sid. 10-11.

1. ↑  Fornminnesregistret: 272:1
2. ↑  Fornminnesregistret: 36:1
3. ↑  ”Min Karta (tidigare: Kartsök och ortnamn)”. Lantmäteriet. https://minkarta.lantmateriet.se/?e=681529&n=6555923&z=11&background=3&boundaries=false.
4. ↑  Kungl. Vitterhets, historie och antikvitets akademien (på Swedish). Månadsblad. På Akademiens förlag, 1886. http://archive.org/details/mnadsblad07akadgoog. Läst 15 april 2019
5. 1 2  Elias Wessén, Erik Brate, red (1924-1936). Sveriges runinskrifter. Bd 3, Södermanlands runinskrifter. Stockholm: KVHAA. http://www.raa.se/runinskrifter/sri_sodermanland_b03_h04_text_2a.pdf
6. 1 2  Samnordisk runtextdatabas, Sö 262 $, 2014